# 14728 Schuchardt
14728 Schuchardt (tên chỉ định: 2000 DY14) là một tiểu hành tinh vành đai chính. Nó được khám phá thông qua Catalina Sky Survey ngày 26 tháng 2 năm 2000. Nó được đặt theo tên Maria Schuchardt, data manager ở Lunar và Planetary Laboratory's Space Imagery Center ở University of Arizona.